# Rosalía de Castro
Rosalía de Castro (Santiago de Compostela, 23. veljače 1837. — Padrón, provincija A Coruña, 15. srpnja 1885.) bila je španjolska pjesnikinja i pisac. Podrijetlom je iz Santiaga de Compostele u Galiciji, na krajnjem sjeverozapadu Pirenejskog poluotoka, i pisala je na galješkom i španjolskom jeziku.

## Književni rad
De Castro je poznata po tom što je objavila prvu knjigu na galješkom, zbirku pjesama Cantares gallegos (hr. Galicijske pjesme)  17. svibnja 1863. Ovaj dan se slavi svake godine kao "Dan galješkog pisanog jezika". Tijekom svog života bila je i važna osoba u galicijskom romantičkom pokretu, zajedno s Manuelom Currosom Enríquezom i Eduardom Pondalom. Na ovaj način je galješki jezik spašen pada u zaborav, i započinje njegova uporaba u književnosti.
Poslije zbirke Cantares gallegos, objavila je zbirku pjesama Follas novas na galješkom 1880., a na španjolskom objavljujeLa flor. Poesías (1857.); A mi madre. Versos (1863). i En las orillas del Sar. Poesías (1884). De Castro je napisala i roman na španjolskom El caballero de las botas azules. Cuento extraño (1867).
Rosalía de Castro rođena je kao vanbračno dijete Maríe Terese da Cruz de Castro e Abadía, 23. ili 24. veljače 1837. Udaje se za Manuela Murguía 1858., koji je bio novinar i član galicijske akademije. On joj je pomogao s lektoriranjem njenih knjiga. Par je imao sedmero djece od 1859. do 1877.